# Nectandra laurel
Nectandra laurel är en lagerväxtart som beskrevs av Johann Friedrich Klotzsch och Christian Gottfried Daniel Nees von Esenbeck. Nectandra laurel ingår i släktet Nectandra och familjen lagerväxter. Inga underarter finns listade i Catalogue of Life.